# Raymond Girard
Raymond Girard (11 de noviembre de 1901 – 18 de febrero de 1989) fue un actor teatral y cinematográfico de nacionalidad francesa.
Nacido y fallecido en París, Francia, su nombre completo era Raymond Sébastien Girard. Además de actor, fue profesor de arte dramático y fiel amigo de Jean-Paul Belmondo.

## Selección de su filmografía
- 1947 : Les Maris de Léontine, de René Le Hénaff
- 1949 : Tête blonde, de Maurice Cam
- 1950 : Fusillé à l'aube, de André Haguet
- 1950 : Adémaï au poteau-frontière, de Paul Colline
- 1951 : Tapage nocturne, de Marc-Gilbert Sauvajon
- 1952 : Violetas imperiales, de Richard Pottier
- 1953 : Le Témoin de minuit, de Dimitri Kirsanoff
- 1954 : Le Comte de Monte-Cristo, de Robert Vernay
- 1955 : La Rue des bouches peintes, de Robert Vernay
- 1958 : Madame et son auto, de Robert Vernay
- 1974 : Stavisky, de Alain Resnais
- 1975 : Que la fête commence, de Bertrand Tavernier